# Australotettix
Australotettix is een geslacht van rechtvleugeligen uit de familie grottensprinkhanen (Rhaphidophoridae). De wetenschappelijke naam van dit geslacht is voor het eerst geldig gepubliceerd in 1964 door Richards.

## Soorten
Het geslacht Australotettix omvat de volgende soorten:
- Australotettix carraiensis Richards, 1964
- Australotettix montanus Richards, 1964